# Baia Ambarnaja
La baia Ambarnaja (in russo губа Амбарная?, guba Ambarnaja, in finlandese: Pikku-Maattivouno) è un'insenatura lungo la costa settentrionale russa, nell'oblast' di Murmansk, amministrata dal Pečengskij rajon. È situata nella parte sud-occidentale del mare di Barents.

## Geografia
È una piccola insenatura posta tra la baia della Pečenga (губа Печенга), appena oltre una breve penisola a ovest, e la baia Malaja Volokovaja (губа Малая Волоковая), più distante a est. Si apre verso nord-nordovest, 28 km a est del confine norvegese, tra capo Romanov (мыс Романова) a ovest e capo Krikun (мыс Крикун) a est. Ha una lunghezza di circa 3,2 km e una larghezza massima di quasi 1,2 km. La profondità massima è di 86 m.
Vi sfociano alcuni brevi corsi d'acqua, ma l'immissario principale e il lago Lin''jalampi (озеро Линъялампи), a sua volta collegato a sud al lago Sisjajarvi (озеро Сисяярви).
Poco oltre l'ingresso si trova l'isola Numerolassa (остров Нумероласса).
Le coste sono ovunque ripide e rocciose, tranne nella zona della foce del lago. Al centro della sponda occidentale si trova un piccolo approdo.